# Водолюб малый
Водолюб малый (лат. Hydrochara caraboides) — водный жук из семейства водолюбов.

## Описание
Небольшой жук длиной 13—18,5 мм. Основной цвет окраски оливково-чёрный либо несколько темнее. Тело выпуклое, яйцевидное. Задние ноги слабо покрыты волосками. Челюстные щупики одноцветные, тёмноокрашенные.

## Распространение
Почти повсеместно в Европе, Восточная Европа (за исключением крайнего севера), Крым, Южный Урал, Западная Сибирь.

## Биология
Жуки обитают на небольшой глубине, предпочитая стоячие водоемы с заросшим и илистым дном. Самки откладывают яйца в кокон, при постройке которого им помогают самцы. Таких коконов жуки делают 2—3 штуки. Стадия яйца около 2 недель. Личинки, вышедшие из яйца, имеют по бокам каждого сегмента своего тела по перистому придатку, а на конце брюшка — два роговых крючка.
Личинки являются хищниками и питаются различными водными организмами. Окукливаются в почве на берегу водоемов.